# ペルシャ (ネコ)
ペルシャ（英: Persian）は、ネコの品種の一つ。ペルシャ猫。イラン原産（ペルシャあるいはペルシアはイランの旧称）。
長毛種の代表的な品種で、古くからショーキャットで認められる品種の一つである。古くからの繁殖家からは一部で「パージャン」と呼ばれる。

## 概要
長く密集した被毛、ずんぐりした体つき、短い足、離れた両目の幅広の顔といった特徴をもつ。横顔は額、鼻、あごが一直線に並び、起伏の少ない低い鼻を有する。一時期は極端に短くなりすぎた猫（ピッグフェイス）も多かったが、現在は目よりも上に位置するブレイクの猫は繁殖しないブリーダーが多い。色とパターンは、ポイントを除くすべてが認められる。

## 歴史
はっきりとした起源は不明だが、1620年ごろ、イランのホラーサーン地方からピエトロ・デッラ・ヴァッレによってイタリアへ持ち込まれたとされる。また、ほぼ同じ時期に、ニコラ＝クロード・ファブリ・ド・ペーレスクがトルコのアンカラを経てフランスへ長毛種のネコを持ち込んだ記録があり、これらが現在のペルシャの祖先であると考えられている。1871年にイギリスで初めて開催されたキャットショーにおいてブラック、ブルー、ホワイトのペルシャが出頭されるなど、キャットショーにおける歴史は古く、また出頭数も非常に多い。
19世紀の終わりにイギリスからアメリカへと渡り、特徴的な容姿はブリーダーの注目を集め、議論を重ねつつ交配、改良が行われた結果、現在ではショーにおいて最も見かけられることの多い品種となるまで広く受け入れられるものとなった。

## 性格
非常に温和な性格で、わがままを言ったり、神経質になる事もあまりない。高い場所へ登ったり、大きな声で鳴くことも少なく、発情期のオスであっても声を上げないことすらあるほどである。

## 飼育
ペルシャは、その長く密集した被毛のため、自分でちゃんと毛づくろいすることが難しい。そのため、ほぼ毎日毛の手入れをしてやる必要がある。
また、ペルシャは、その特徴的なつぶれた鼻のため、鼻涙管が圧迫され、涙が出やすいことがある。こまめに目やにを取ってやること。目やにが固まって取りにくい時は、湿らせたティッシュなどで、優しく拭き取るとよい。

## 毛色

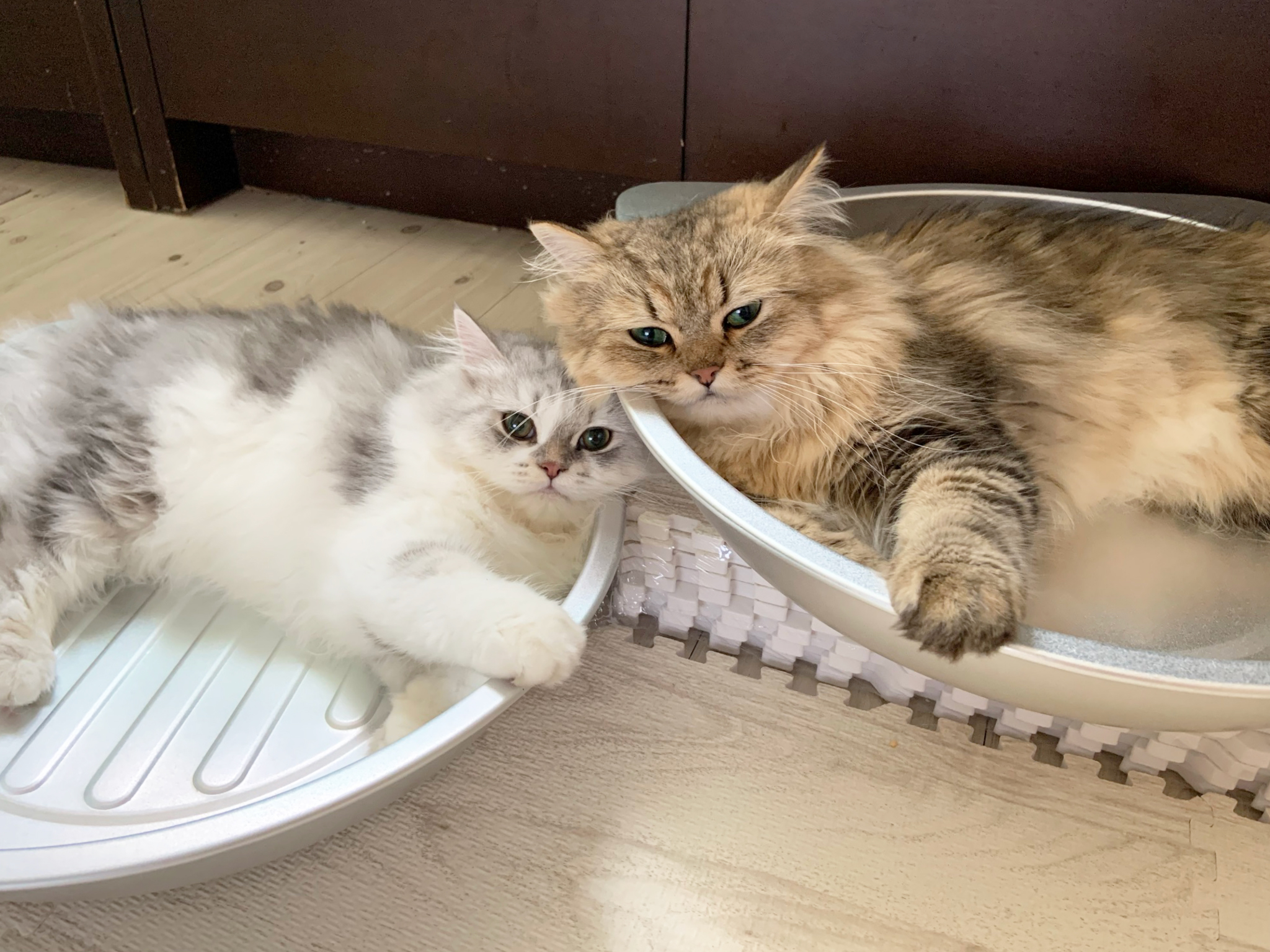
チンチラゴールデン(右)とチンチラシルバー(左)

ペルシャ猫の瞳の色や顔つきは毛色のパターンごとに異なる。毛色のパターンは大別して、
- ソリッド (solid)
- チンチラ (chinchilla)
- スモーク＆シェーデット (smoke and shaded)
- パーティーカラー (parti-color)
- タビー (tabby)
- キャリコ＆バイカラー (calico and bi-color)
- ヒマラヤン (Himalayan)

の7種類があり、それぞれの種類の中にさらに色彩による違いがある。
上記のうち、チンチラは、スモークとシルバータビーの毛色のペルシャを交配させ生まれたもの。ヒマラヤンは、ペルシャにシャムを交配させ生まれたポイントカラーのもの(ペルシャの一種と認識する血統登録団体もある)。

## ギャラリー

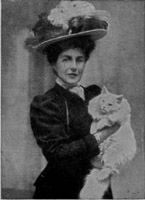
婦人に抱えられるペルシャ
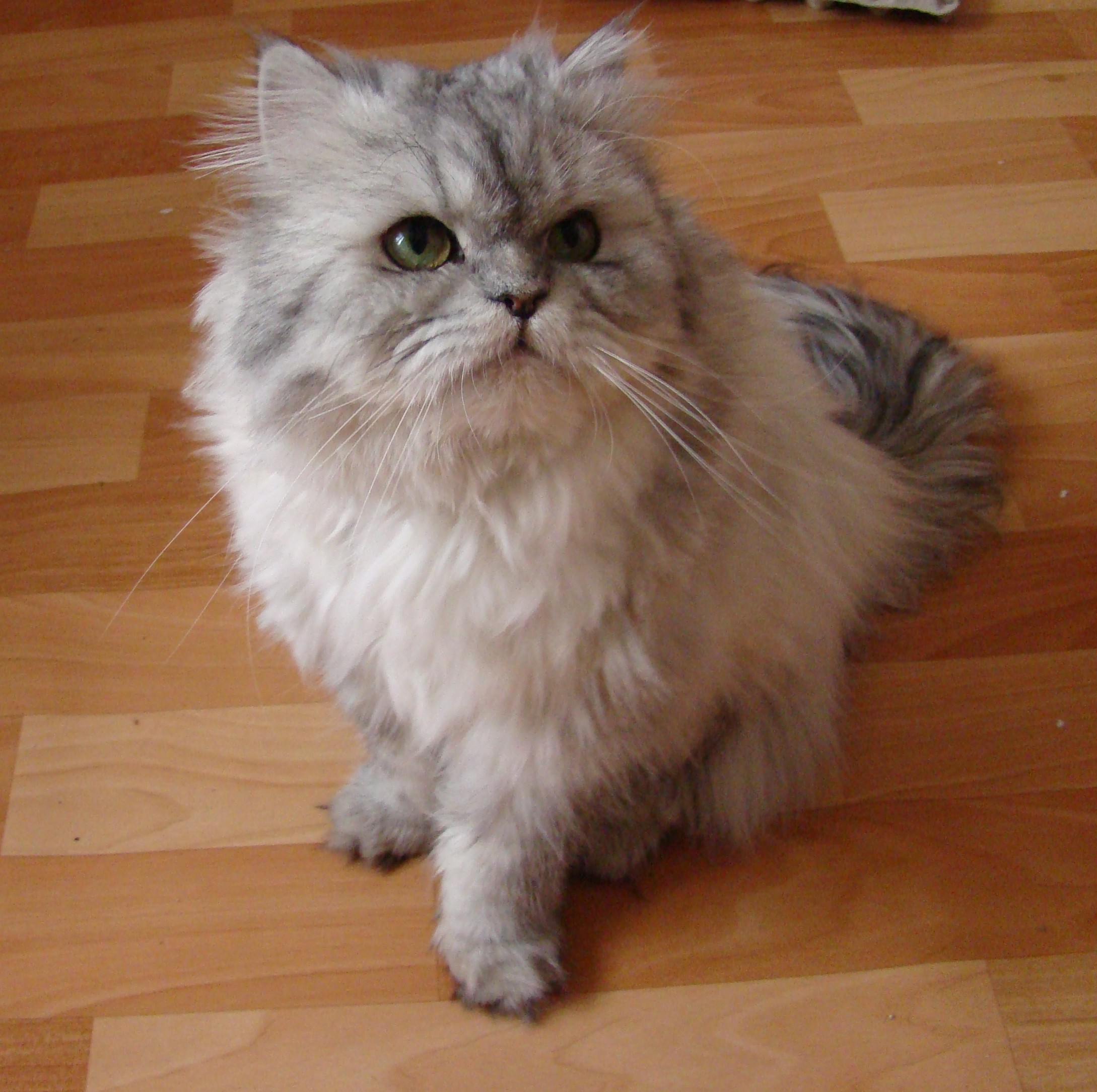
かわいらしい見た目は人気がある。
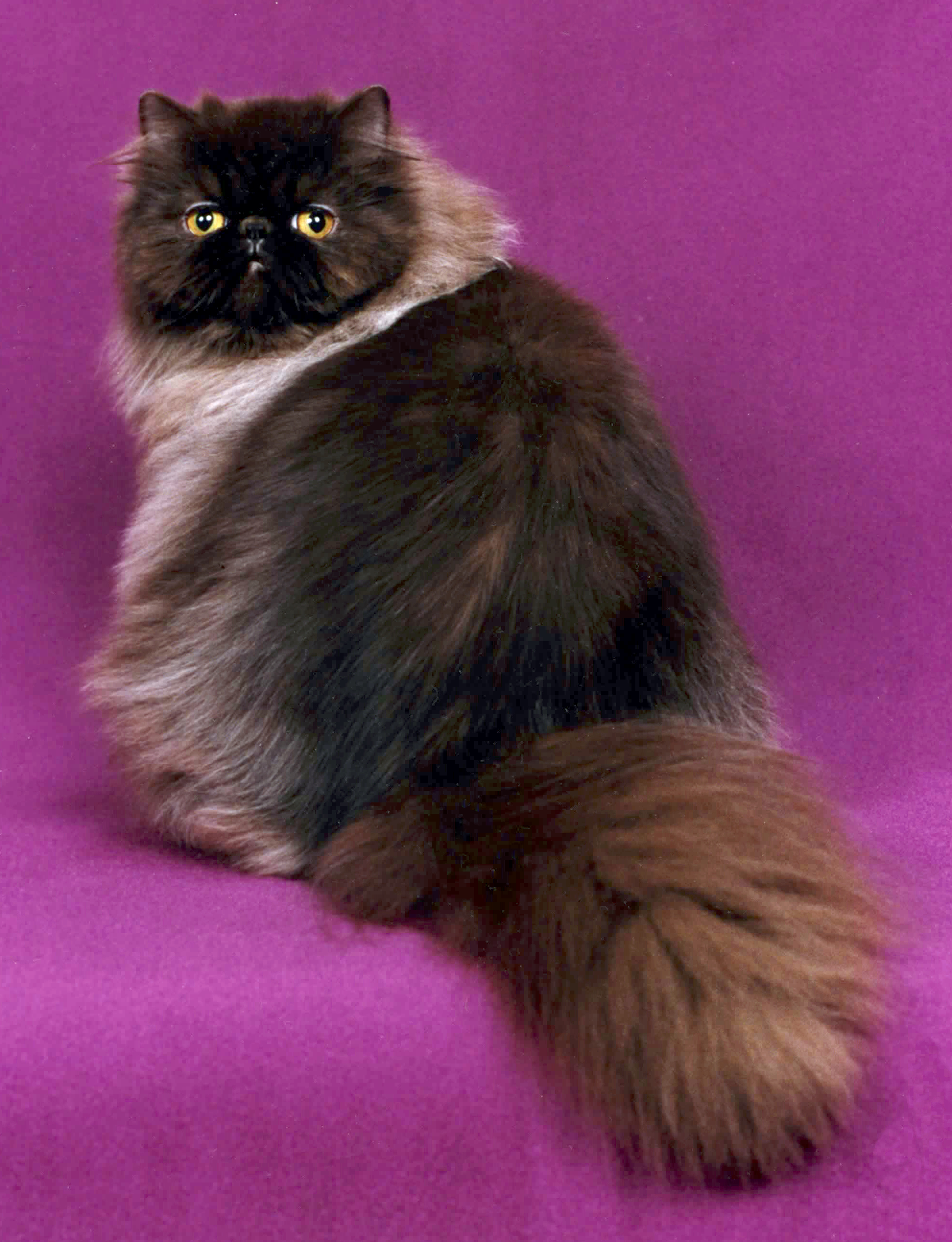
骨も筋肉もがっしりとした丸みのある体格
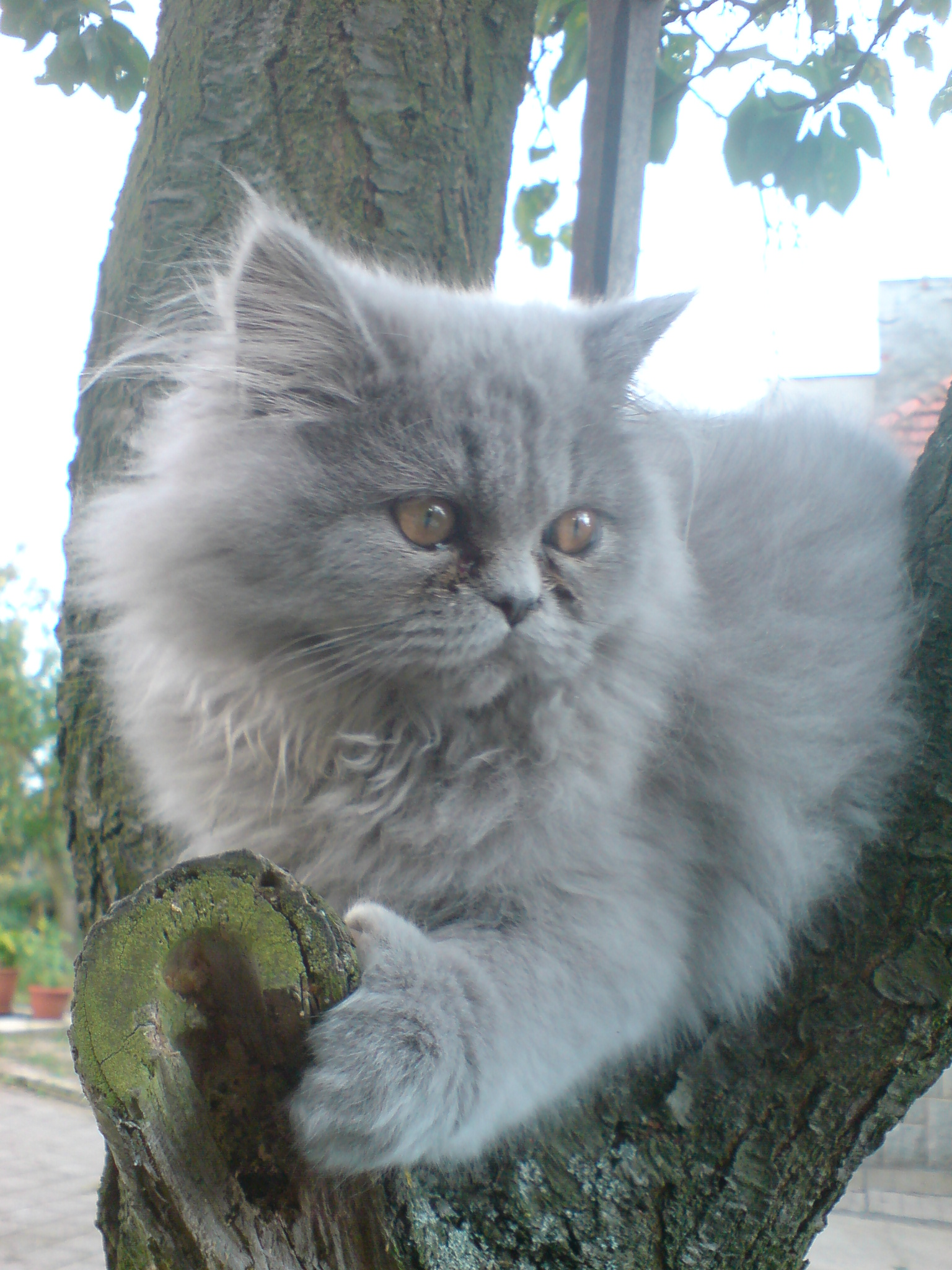
目やにがたまりやすい
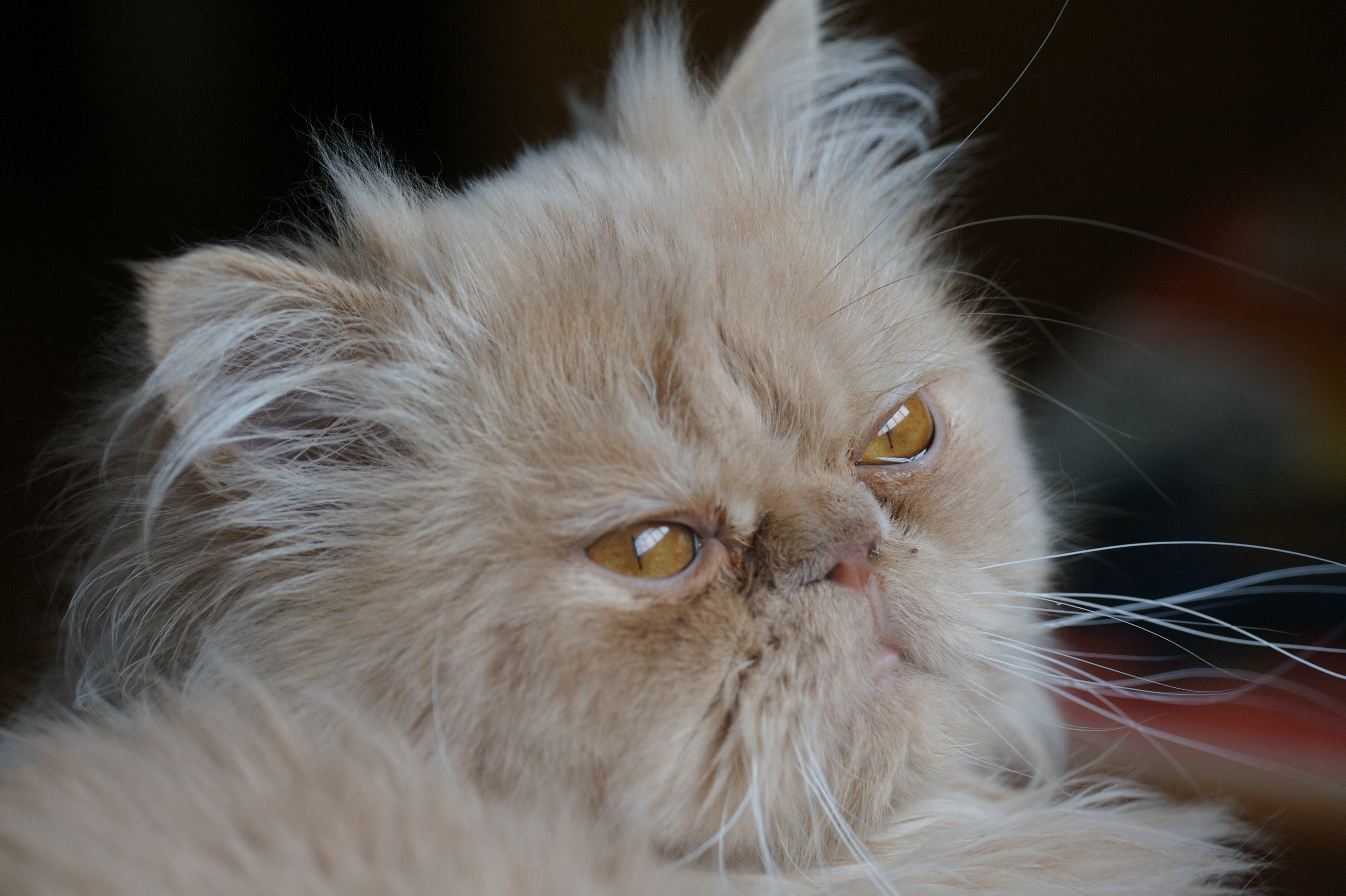
大きく、広い目
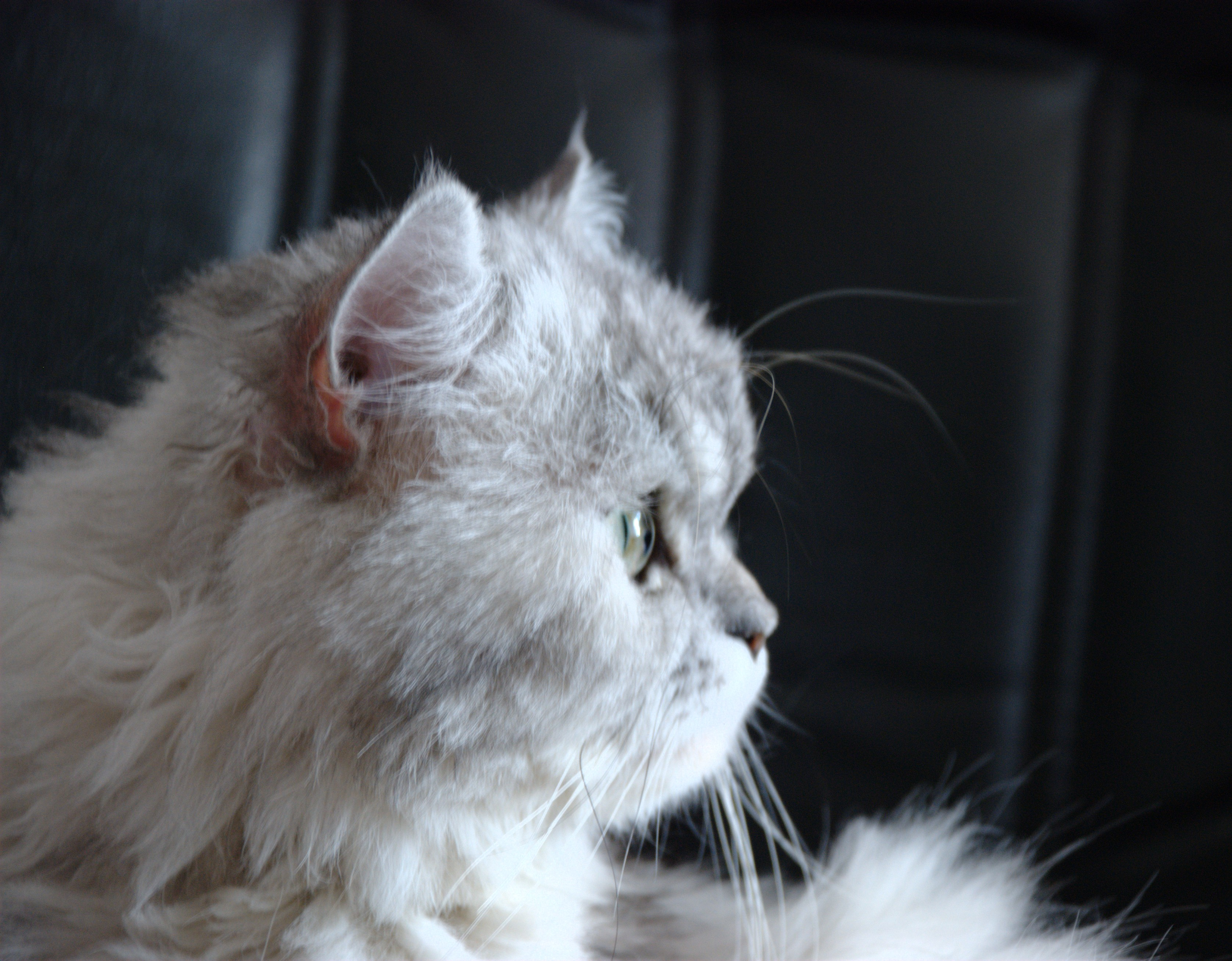
鼻は低く扁平な横顔
- 社会的グルーミング(動画、無音)